# نیروگاه هسته‌ای چرنوبیل
نیروگاه هسته‌ای چرنوبیل (به انگلیسی: Chernobyl Nuclear Power Plant) (اوکراینی: Чорнобильська атомна електростанціяبا Chornobyls'ka Atomna Elektrostantsiya)، یا ولادیمیر آی لنین، یک نیروگاه هسته‌ای متوقف شده در نزدیکی شهر پریپیات، ۱۴٫۵ کیلومتری شمال غربی شهر چرنوبیل، ۱۶ کیلومتری مرز اوکراین - بلاروس و حدود ۱۱۰ کیلومتری شمال کیف قرار دارد. رآکتور شماره ۴ این نیروگاه محل رخداد فاجعه چرنوبیل در ۲۶ آوریل سال ۱۹۸۶ بود و نیروگاه در حال حاضر در یک منطقه بزرگ ایزوله به عنوان منطقه ممنوعه چرنوبیل قرار دارد و بعد از فاجعه چرنوبیل تمام چهار رآکتور تعطیل شده‌اند.TZ STAR
در زمان حادثه کمتر از ۵ درصد مواد رادیو اکتیو آزاد شد، بخش های وسیعی از اروپا را آلوده کرد و فاجعه چرنوبیل را رقم زد. این در حالی است که هنوز ۹۵ درصد مواد رادیو اکتیو درون نیروگاه باقی مانده است. پاکسازی کامل نیروگاه تا سال ۲۰۶۵ میلادی کامل خواهد شد. در ژانویه ۲۰۱۰ اوکراین یک قانون برای این برنامه به اجرا درآمد.
در طول حمله روسیه به اوکراین ۲۰۲۲، نیروهای روسی به نیروهای اوکراینی در نزدیکی محل فاجعه هسته‌ای چرنوبیل حمله کردند و نیروگاه ویران شده را تصرف کردند.